# Ericsson Information Systems
Ericsson Information Systems AB var ett av Ericssonkoncernens viktigaste delbolag på 80-talet. Företagets ursprung fanns i de tre företagen Datasaab, Stansaab och Facit. Huvuddelen av företaget köptes upp av finska Nokia och slogs samman med Nokia Information Systems för att 1 april 1988 bilda Nokia Data.

## Affärsidé

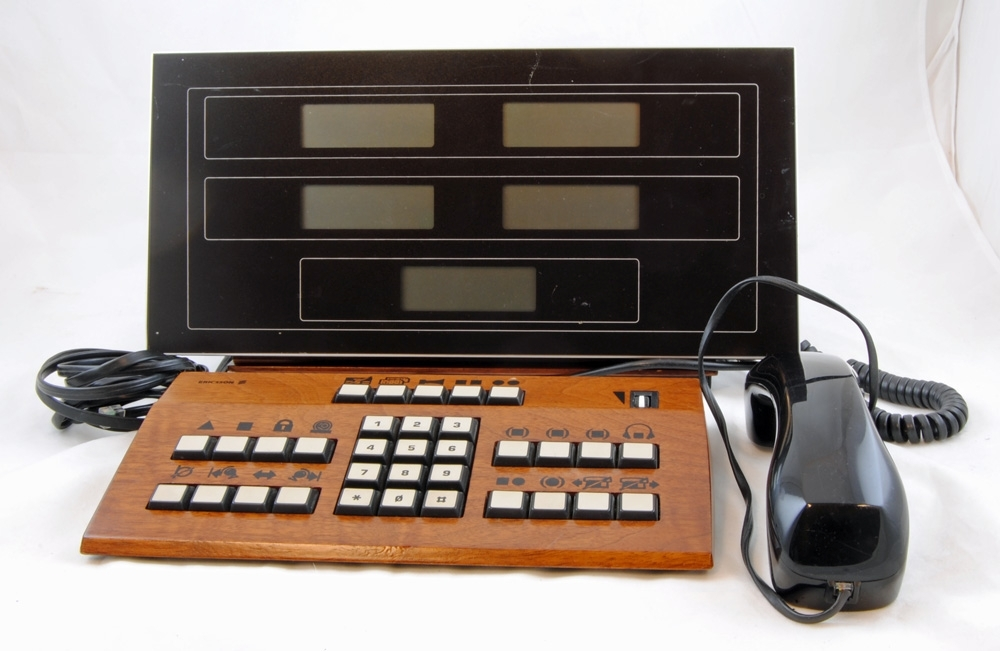
Telefonistapparat för växeln Ericsson MD110.

Runt år 1975 hade minst sex USA-baserade företag satsat på affärsidén att runt en central telefonväxel utveckla ett informationssystem för företag och myndigheter, vad som i dag kallas back office-system. I början av 1980-talet avreglerades den amerikanska telekommarknaden, vilket ledde till en kraftigt ökande efterfrågan på abonnentväxlar och integrerade informationssystem. I detta läge tvingades Ericsson att köpa in kompletterande produkter för att möta efterfrågan från kunderna. Ericsson Information Systems ville utveckla den efterfrågade produktfloran med abonnentväxeln Ericsson MD110 i centrum. Mot bakgrund av denna marknadsanalys köpte man Datasaab och Facit och gjorde en stor satsning på informationsprodukter.
Ericsson hade en mindre forsknings- och framtidsavdelning med namnet division S (informationssystem). Chef för S-divisionen var Lars Ramqvist. Denna division utformade och genomförde visionen för Ericsson Information Systems. Visionen tycks ursprungligen inte ha omfattat sådant som persondatorer, utan det man föreställde sig var just informationstjänster och terminaler tätt integrerade med leverans av telekommuniktationstjänster. Datasaabs Alfaskop-terminaler och den "lätta linje" av datorer för banker och kontor som Datasaab hade, blev därför ett tacksamt uppköpsobjekt för Ericsson. Visionen innebar att man sålde till ett fåtal stora aktörer i olika länder på en global marknad. Under 1982 insåg emellertid Ericsson att det var nödvändigt för företaget att positionera sig på persondatormarknaden.

## Uppbyggnad av verksamheten
Ericsson hade en viss begränsad erfarenhet av datorer. År 1954 var bolaget LME Driftkontroll AB OEM-tillverkare av en hålkortsmaskin för fakturering från Powers-Samas, och under 1960-talet saluförde man International Computers and Tabulators ICT 1500, ursprungligen konstruerad av RCA under namnet RCA 301.
Före bildandet av Ericsson Information Systems år 1982 hade Ericsson två divisioner med namnen division G (abonnentutrustningar) och som nämnt division S (informationssystem). Kompetensen kring tillverkning av datorer och datortillverkning hämtades till största delen utifrån.

### Fusionen med Datasaab
I början av 1980-talet blev Datasaab olönsamt och företaget ingick i en fusion med Ericsson den 1 januari 1981, vilket berörde 3 900 Datasaab-anställda. 90,5 procent av bolaget gick upp i Ericsson, resterande 9,5 procent överfördes till det statliga Televerkets dotterbolag Teleinvest. Den före detta Datasaab-avdelningen och divisionerna G och S kom därigenom att bilda bolaget Ericsson Information Systems AB (EIS) med Håkan Ledin som verkställande direktör.

### Uppköpet av Facit AB
Den 1 januari 1983 uppgick även den svenska delen av Facit AB (som då ägdes av Electrolux) i EIS. Facit hade då cirka 1 400 anställda i 13 länder, varav 350 i Sverige. År 1985 köptes de återstående 9,5 procenten av Datasaab som var kvar i statens (Teleinvest) ägo och Ericsson ägde hela före detta Datasaab och Facit AB. I Ericssons årsredovisning för 1983 anges att affärsområdet informationssystem då utgjorde 30 procent av verksamheten, vilket var ungefär konstant fram till 1988, och antalet anställda i EIS var som mest runt 20 000 personer. Omsättningen var 1983 7,2 miljarder kronor i dåtidens penningvärde.
Facit ägde vid införlivandet med Ericsson Information Systems en försäljningskedja i detaljistledet med butiker i flera länder i Europa som döptes om till Ericsson City och fick sälja Ericsson PC och andra kontorsutrustningar åt Ericsson.

## Verksamhetsområden
När verksamheten stod på sin höjd indelades EIS i fyra sektorer:
- Kommunikationssystem, omfattande den egna kontorsväxeln Ericsson MD110, det X.25-baserade nätverkssystemet ERIPAX samt E-post-systemet ERIMAIL. Ett avtal tecknades med Honeywell för att sälja denna lösning i USA. Denna del av EIS fanns kvar i Ericsson ända till den 18 februari 2008 då Ericssons PBX-verksamhet inklusive produkten MD110 såldes till det kanadensiska företaget Aastra Technologies för 650 miljoner kronor.[13]
- Affärssystem, omfattande ett minidatorsystem vid namn Serie 2000 (1983) och Serie 2500 (1984) med inriktning på så kallad back office som sålts in till bland annat Skandinaviska Enskilda Banken och Sparbankerna i order omfattande 700 miljoner kronor (dåtidens penningvärde). Denna del ingick i datordivisionen som såldes till Nokia år 1988.
- Arbetsplatsutrustningar, innefattande Alfaskop-terminalen, skrivmaskiner samt senare Ericsson PC. Denna del ingick i datordivisionen som såldes till Nokia år 1988.
- Kontorsutrustningar, innefattande kalkylatorer, kontorsmöbler och telefonapparater. Denna del såldes till Design Funktion A/S år 1988.

År 1985 bytte sektorerna namn till divisioner och Affärssystem och Arbetsplatsutrustningar slogs samman till divisionen Datasystem. De övriga två sektorerna bytte bara namn från sektor till division och fortsatte med samma verksamhet som innan.
Därutöver anges även bolagen AutoTank (betalningsterminaler och betalsystem för bensinstationer), Ericsson Security and Tele Systems (larm, snabbtelefon, tidsrapporteringssystem) samt Facit Data Products (matrisskrivare) som delar av EIS. Man anger även att EIS äger företaget Ericsson Programatic tillsammans med företaget Programator.

## Storlek och ekonomi
| År   | Antal anställda | Fakturering MKR | Orderingång MKR | Resultat MKR | Ref    |
| ---- | --------------- | --------------- | --------------- | ------------ | ------ |
| 1982 | 13 239          | 4 410           | 4 130           | ?            | [ 10 ] |
| 1983 | 19 318          | 7 166           | 7 823           | 237          | [ 10 ] |
| 1984 | 21 703          | 9 295           | 10 160          | -217         | [ 11 ] |
| 1985 | 20 785          | 10 561          | 10 313          | -806         | [ 15 ] |
| 1986 | 16 755          | 9 187           | 8 867           | -284         | [ 16 ] |
| 1987 | 14 481          | 9 205           | 8 985           | -58          | [ 17 ] |

Efter försäljningen av datadivisionen till Nokia, och av affärsområdet Kontorsutrustning (Facit) till Design Funktion A/S anges det kvarvarande antalet antällda i området Företagskommunikation vara 7 138 personer år 1988.

## Fallet
Ericssons satsning på datorer föll inte väl ut. I den egna tidningen Kontakten skriver man: Den stora satsningen på datamarknaden från de inledande åren på 1980-talet lyckades inte. Svårigheterna angavs ha uppstått 1984 och 1985, delvis på grund av att datorprodukterna och de därmed sammanhängande företagsväxlarna som Ericsson MD110 förts ut på marknaden för snabbt och med för låg kvalitet, men också för att lanseringen av Ericsson PC i USA varit en missbedömning. Redan i januari 1988 såldes hela datorverksamheten, huvudsakligen innefattande såväl före detta Datasaab som Facit, till Nokia för 1,4 miljarder kronor. Detta omfattade då de tidigare sektorerna Affärssystem och Arbetsplatsutrustningar.
Marknaden uppskattade Ericssons försäljning av EIS, och Ericssonaktien steg med 25 procent på två veckor. Företaget fokuserade efter försäljningen av EIS verksamheten på växelsystem som AXE, Ericsson MD110 (som behölls av Ericsson) och mobiltelefoni. De två sektorerna som såldes till Nokia kallades då sammantaget för Division Datasystem och hade cirka 5 000 anställda varav 3 200 i Sverige. Sektorn för Kontorsutrustning med cirka 2 600 anställda bytte samtidigt namn till Facit och såldes till det norska företaget Design Funktion A/S. Sammanlagt fick cirka 7 000 personer lämna Ericsson. Ericsson behöll dock en ägarandel av 20 procent i Nokias datorföretag.
Nokia Data hade även de svårigheter att få lönsamhet i bolaget och sålde det vidare till det brittiska företaget International Computers Limited (ICL) år 1991. ICL var helägt av japanska Fujitsu, som 1994 integrerade PC-delen med övriga Fujitsu och sålde viss terminalverksamhet till Wyse. I samband med detta upphörde varumärket Alfaskop. Resterande svensk verksamhet finns idag kvar inom Fujitsus sverigeorganisation.

## Produkter

### Terminalerna från Alfaskop och Facit Twist

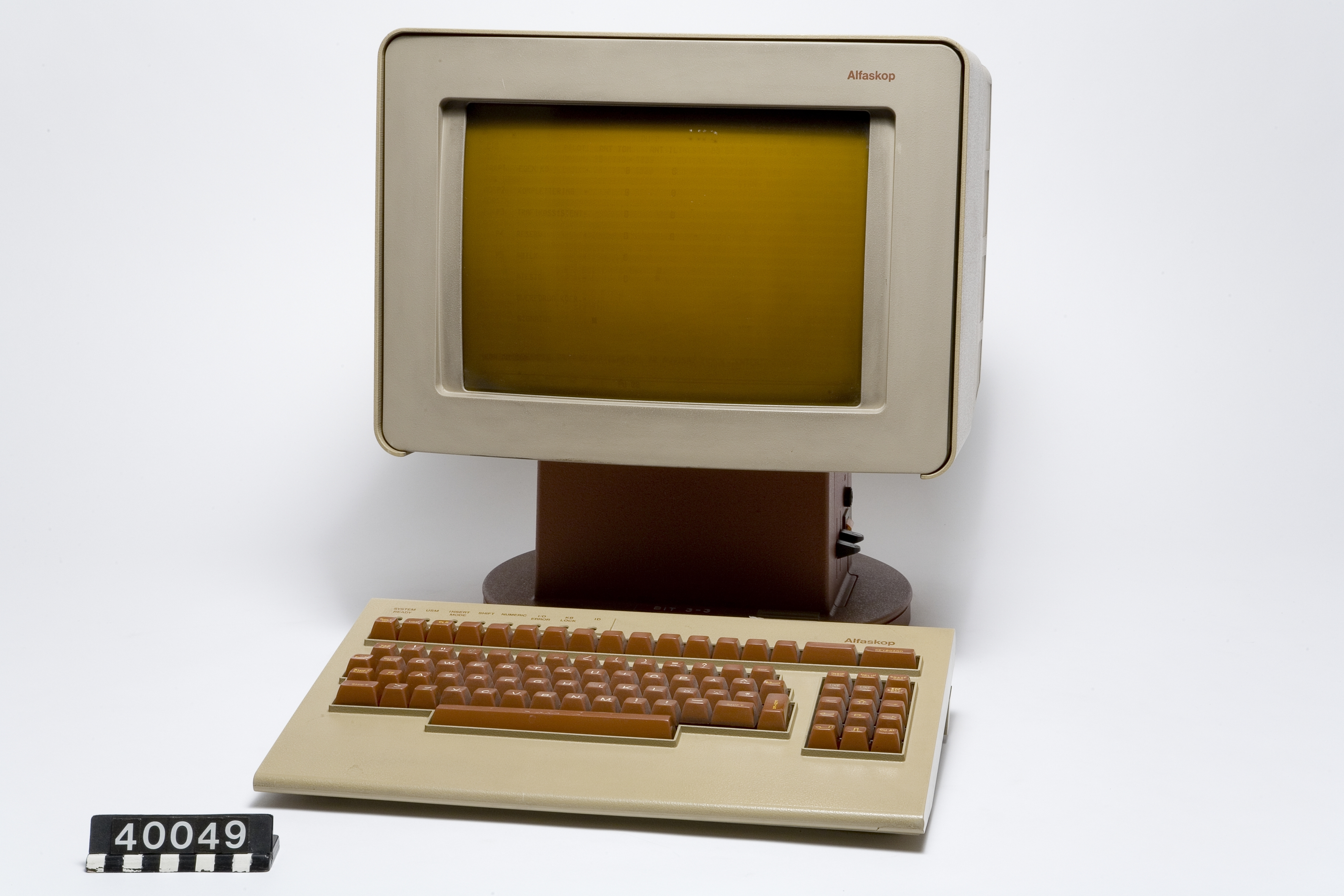
Alfaskop 4110 var en sen variant av alfaskopterminalen som tillverkades av EIS.

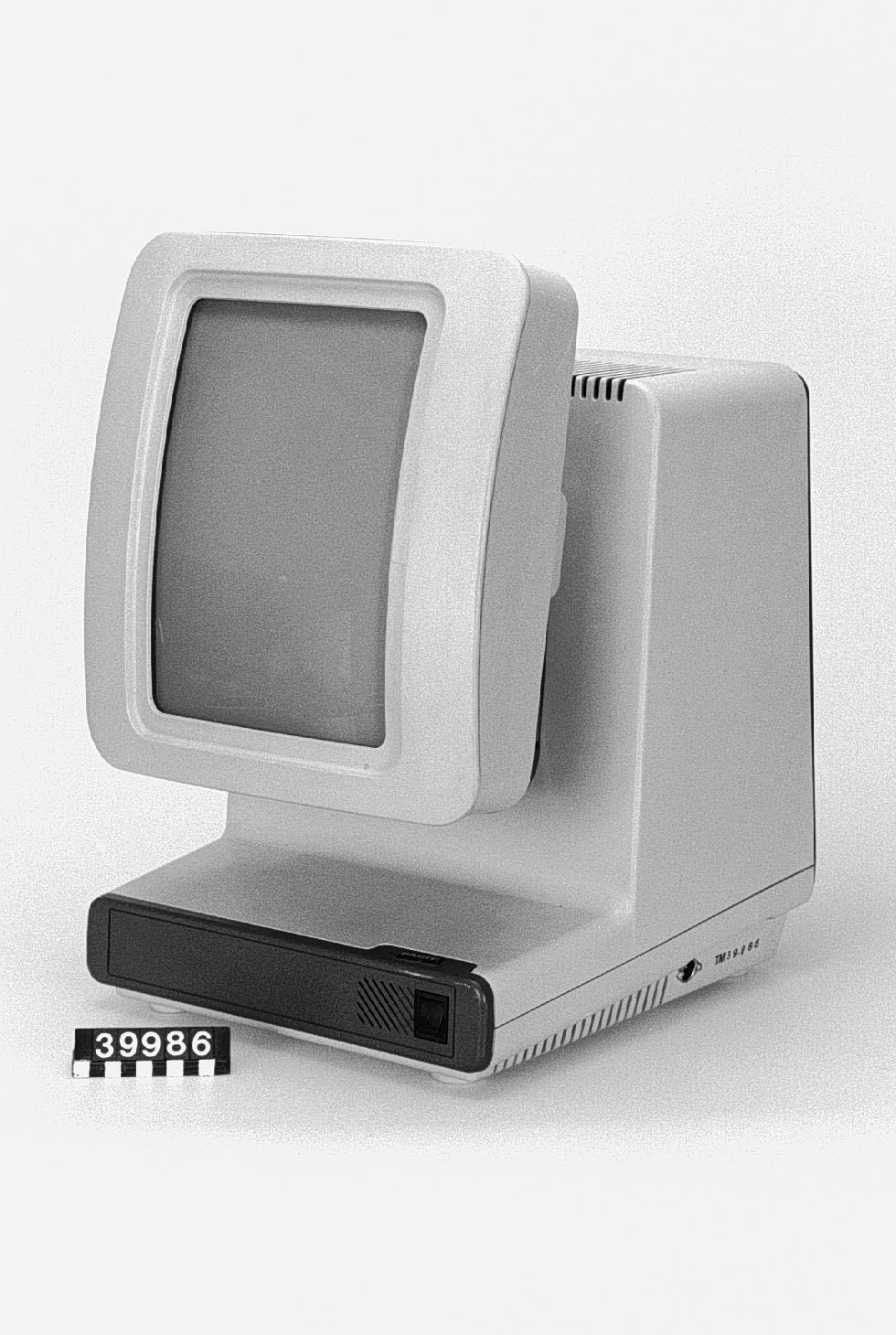
Facit Twist 4440

Ericsson Information Systems övertog två typer av datorterminaler: från före detta Datasaab fick man Alfaskop-serien som var en intelligen terminal med stöd för IBM 3270 och viss egen intelligens för att exempelvis köra Batch-jobb i stordatorer. Från före detta Facit AB (Electrolux) tog man över Facit Twist som var en asynkron terminal som anslöts direkt till en serieport för hantering av exempelvis Unix-maskiner. Ericsson fortsatte att utveckla och marknadsföra dessa terminaler.
Internt på Ericsson användes alfaskopterminalerna för att skicka Memo Mail via stordatorsystemen.

### Serie 2000
Serie 2000 var ett minidatorsystem som ersatte den tidigare Serie 15 och Serie 16 som blivit en del av EIS produktflora i och med införlivandet av Datasaab. Systemet hade rötter ända tillbaka till 1974 då Datasaab tog över Facit 6501 från Facit AB. Serie 16 hade ursprungligen utvecklats som en OEM-produkt baserad på datorn Alpha LSI i samarbete med Computer Automation i USA, och hade ett operativsystem i form av en bytekod-variant av COBOL kallad E-Cobol (exekveringscobol).
Det var ett så kallat back office-system med stödfunktioner för kontorsarbete. Det levererades i två olika varianter:
- System E2100 för banker
- System E2500 för annan affärsverksamhet

Systemet bestod av tre olika klasser av datorer som kopplades samman i ett lokalt nätverk med upp till 100 datorer:
- Terminal Computer (TC) – detta var vad vanliga operatörer använde. De hade en minneskapacitet på 128–256 KiB, och till dessa kunde flera terminaler anslutas, det var alltså ett fleranvändarsystem.
- Local Computer (LC) även kallad E250 var en dator speciellt designad för att köra COBOL-program och databaser. Dessa kunde bestyckas med mellan 128 KiB och 2 MiB minne. Denna modell hade en realtidsklocka med batteri, så att transaktioner kunde tidsstämplas.
- Communication Computer (XC) – denna dator var konstruerad för att utgöra navet i ett nätverk av ovanstående stationer. Denna kunde anslutas till 16 arbetsstationer över tvåtrådsprotokollet SS3. En XC kunde ha upp till fyra sådana SS3-bussar. Den hade en 16-bitars CPU.

Till datorerna kunde anslutas en så kallad SMD (Storage Module Device) vilket var hårddiskar av Winchestertyp med lagringskapacitet på 24, 38, 48, 60, 70 eller hela 220 MiB och flera olika arbetsstationer.
Arbetsstationerna var enklare terminaler baserade på Alfaskop-serien men innehöll mikroprocessorer och 64 KiB minne för att styra skärm och buffra inmatning och anslöts till datorerna med SS3. Även skrivare kunde anslutas direkt till arbetsstationerna. Arbetsstationerna stödde IBM 3270 för att direkt anslutas som terminal till en stordator. De kunde visa 25x80 tecken text och vissa modeller hade stöd för färg.
Operativsystemet i 2000-serien var utformat för att sprida ut lasten över de olika specialdatorerna. Mjukvaran utvecklades till stor del av AU-System, och bestod bland annat av affärssystemet ODEN II, material- och produktionsstyrningsverktyget MIMER II (ej att förväxla med databassystemet med samma namn) senare namnändrat till Ericsson Manufacturing System, samt Office-83 som erbjöd bland annat ordbehandling, dokumentlagring och telefonkatalog. Office-83 bestod av:
- ordbehandlingsprogrammet SAGA II
- Telefonipaketet TOPAS med vars hjälp systemet kunde länkas samman med telefonväxeln MD110 och hantera vidarekoppling och telefonsvarare
- Dokumentsystemet ASK II med en enkel sökmotor för elektroniska dokument
- Högnivåspråket GENIUS som i sin tur genererade COBOL
- E-Postklienten och konferenssystemet EMBLA som stödde det egna E-postsystemet ERIMAIL
- Kalenderprogrammet Diary DAY

Vi uppköpet av Nokia år 1988 bytte E2500 namn till S2500.

### S10, S20 och S30
Ericsson Information Systems hade som ambition att leverera all datorutrustning för kontor, inklusive arbetsplatser för ingenjörer. Vid denna tid innebar det arbetsstationer för Unix. Man slöt därför ett avtal med Sun Microsystems om att sälja deras arbetsstationer under Ericssons varumärke.
I och med köpet av Datasaab började Ericsson intressera sig för att flytta tjänsterna i Serie 2000 till Unix, specifikt Sun Microsystems Sun OS (senare Solaris). Detta konverteringsarbete tog fart i och med en upphandling av Unix-system från Statskontoret 1985. Sun's datorer Sun-2 och Sun-3 såldes då som OEM-produkter av EIS, bland annat under namnet Ericsson 9000.
Motsvarigheten till Serie 2000 fick namnet S20. Istället för den egenutvecklade databasen köpte man in Informix, och en ny COBOL-kompilator från Micro Focus. Samtliga programpaket från Serie 2000 konverterades till denna plattform. När Sun bytte CPU från Motorola 68k till SPARC bytte systemet namn till S30. När Nokia köpte upp EIS år 1988 flyttades system S20 till Nokias egna Intel-baserade PC-datorer med SCO UnixWare och det systemet fick namnet S10 men såldes i Finland även under namnet Mikko. Systemen avvecklades inte förrän ICL köpte Nokia data 1990.

### Ericsson PC

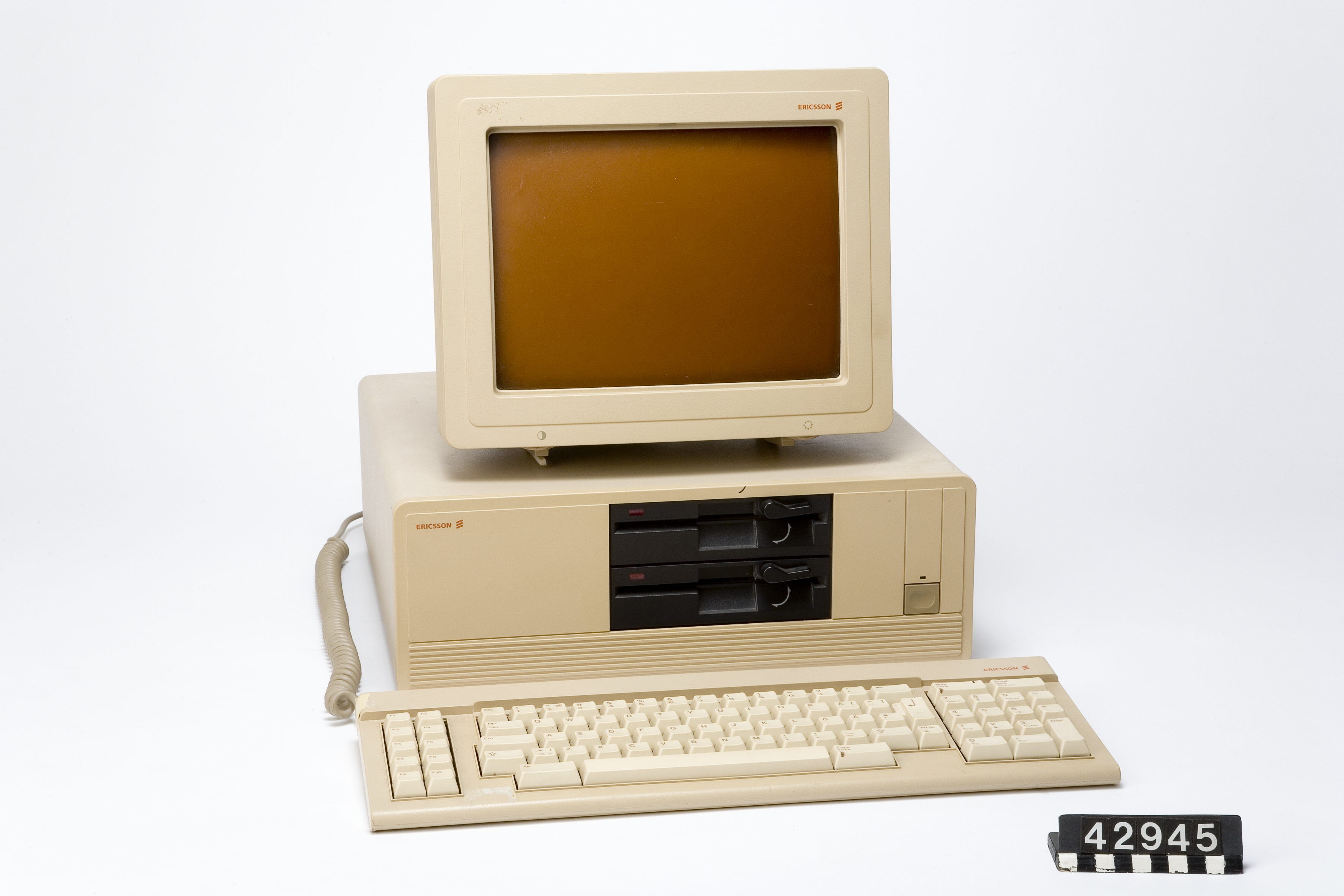
Ericsson PC from 1984 från Tekniska museets samlingar

Ericsson PC var en serie IBM PC-kompatibla datorer som utvecklades av Ericsson Information Systems sektor för Arbetsplatsutrustning, senare divisionen för Datasystem under början och mitten av 1980-talet. Konstruktionen av själva datorn sköttes huvudsakligen före detta Facits malmöavdelning, som tidigare arbetat med Facit DTC och Facit DTC 2, medan skärmen utvecklades av före detta Alfaskop (Stansaab/Datasaab), tangenbordet utvecklades i Blekinge och kraftförsörjningen av RIFA.
Den första produkten var en inte helt IBM-kompatibel OEM-produkt från Panasonic som såldes under namnet StepOne, som dock snart ersattes med en egen konstruktion som började färdigställas under år 1983.
Det är belagt att konsultfirman McKinsey & Company hade övertygat Ericssons ledning att utveckla en PC-produkt i form av ett "garageprojekt", i en lokal avskild från övriga verksamheten, utan byråkrati och med en budget på 2 000 000 kr och en löptid för projektet på 3 månader. Efter att detta lyckats någotsånär produktifierades resultatet och presenterades på Hannovermässan 1984. Ericsson PC utvecklades huvudsakligen i Malmö, och produktionen förlades av lokalpolitiska skäl till en före detta Facit-lokal i Bräkne-Hoby där en fabrik byggdes upp. Maskinen marknadsfördes som speciellt ergonomisk, sannolikt på grund av att det svenska Statskontoret fokuserat mycket på denna aspekt av datorer och terminaler i centrala upphandlingar.
Ericsson konkurrerade här på samma marknad som Nokia-Luxor Information Systems som dominerade PC-marknaden i Finland och som efter köpet av Luxor introducerat en liknande MS DOS-kompatibel dator med namnet ABC 1200 i Sverige.
EIS gjorde en beryktad storsatsning i USA med målsättning att sälja 100 000 Ericsson PC, resultatet blev 20 000 sålda PC med stora förluster som följd.
Malmöavdelningen av EIS som utvecklat datorerna Facit D15 och D12, Facit DTC och DTC2, samt till sist Ericsson PC överfördes i januari 1987 till Ericsson Radio Systems i Lund för att istället utveckla mobiltelefoner. Detta blev slutet för Facits, Datasaabs och Ericssons datorverksamhet i Malmö.
| Namn                        | Introducerad | Operativsystem                    | CPU         | RAM     | Tillverkare | Antal tillverkade | Referenser                         |
| --------------------------- | ------------ | --------------------------------- | ----------- | ------- | ----------- | ----------------- | ---------------------------------- |
| Ericsson step/one           | 1983         | MS DOS 1.25                       | Intel 8088  | 128 kiB | Panasonic   | 600–700           | [ 32 ] [ 33 ]                      |
| Ericsson PC                 | mars 1984    | MS DOS                            | Intel 8088  | 256 kiB | ?           | > 50 000          | [ 32 ] [ 33 ] [ 34 ] [ 35 ] [ 36 ] |
| Ericsson Portable PC (EPPC) | mars 1985    | MS DOS                            | Intel 8088  | 128 kiB | Panasonic   | 10 000–15 000     | [ 32 ] [ 33 ]                      |
| WS 286                      | augusti 1986 | MS DOS 3.10 Microsoft Windows 1.0 | Intel 80286 | 640 kiB | ?           | ?                 | [ 16 ] [ 32 ] [ 37 ]               |